# Слободян Тарас Ігорович
Тара́с І́горович Слободя́н (10 грудня 1982, Тернопіль, Українська РСР — ймовірно, кінець грудня 2013 — початок січня 2014, Сумська область, Україна) — активіст Євромайдану. Герой України.

## Життєпис

### Родина
Батько Ігор Тарасович працює в апараті Тернопільської обласної ради, мати Слободян Марія Борисівна — пенсіонерка, до виходу на пенсію працювала педагогом (географія) ТЗОШ № 12. Брат Назар — студент коледжу при ТНЕУ.

### Освіта
У 1990—2000 рр. навчався в Тернопільській ЗОШ № 12 (нині Тернопільський НВК «Школа-колегіум Патріарха Йосифа Сліпого»), яку закінчив із золотою медаллю. У вересні 2000 — липні 2005 навчався в Тернопільській академії народного господарства (нині Західноукраїнський національний університет) на факультеті міжнародного бізнесу та менеджменту (у 2004 р. отримав диплом бакалавра, у 2005 — диплом магістра з відзнакою за спеціальністю «Міжнародна економіка» та спеціалізацією «Міжнародний туризм». Магістерська робота на тему «Перспективи розвитку туризму в Україні». Виступав на конференціях, писав наукові роботи, друкувався у збірниках університету.

### Робота
Після закінчення магістратури від 26 січня 2006 до 16 жовтня 2009 року працював методистом англомовної програми з міжнародної економіки та туризму при факультеті міжнародного бізнесу та менеджменту ТНЕУ. Невдовзі вступив до аспірантури.
Студенти про нього були тільки гарної думки: «Завжди уважний до студентів, привітний. Дуже допомагав нам у навчанні, переживав, коли складали іспити…», — сказала про нього колишня студентка університету Світлана Негода. Після закінчення аспірантури готувався до захисту кандидатської дисертації. Проте захист затягувався і Тарас вирішив поїхати на роботу до Києва (в серпні 2013 року). За деякими даними жив у Вишневому.

### На Майдані

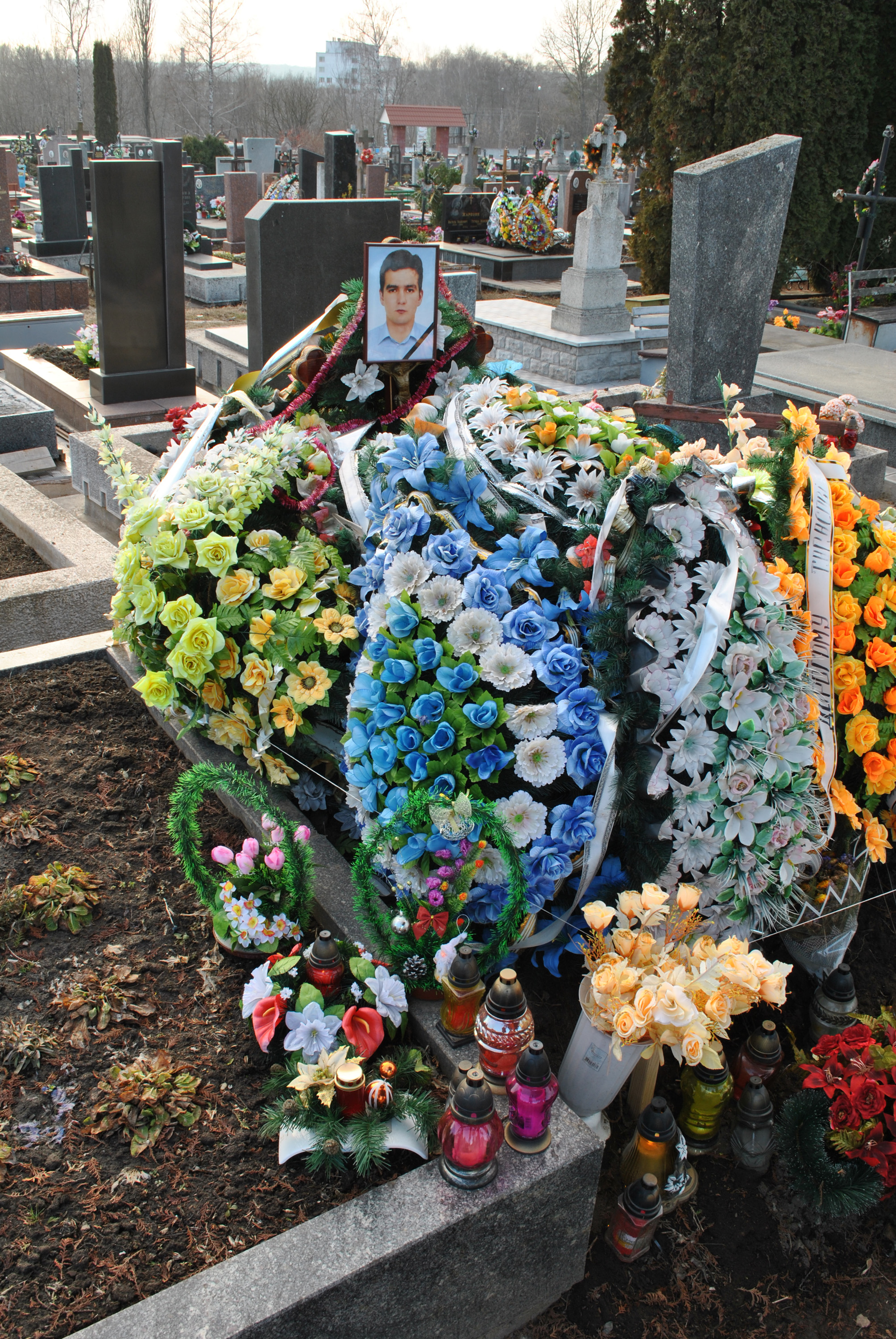
Могила Тараса Слободяна на Микулинецькому цвинтарі Тернополя

Від початку Євромайдану почав ходити на акції на Майдані Незалежності. Батьки розповідають, що ще в грудні контактували з ним. Але відтоді він не виходив на зв'язок.
Знайшли юнака аж на Сумщині в лісі зі слідами катувань, зокрема, без кисті руки. Остаточного висновку повторної судово-медичної експертизи наразі немає.
Прощання з Тарасом відбулося в новозбудованому будинку родини в Підгородньому Тернопільського району, після чого 5 березня 2014 його поховали на Микулинецькому цвинтарі в Тернополі.

## Вшанування пам'яті
25 жовтня 2016 року на фасаді школи, де навчався (нині Тернопільський НВК "Школа-колегіум Патріарха Йосифа Сліпого) встановлена пам'ятна дошка.
7 вересня 2017 року на фасаді «Центру євростудій» Тернопільського національного економічного університету на бульварі Тараса Шевченка, 15 відкрили пам'ятну дошку Тарасові Слободяну.

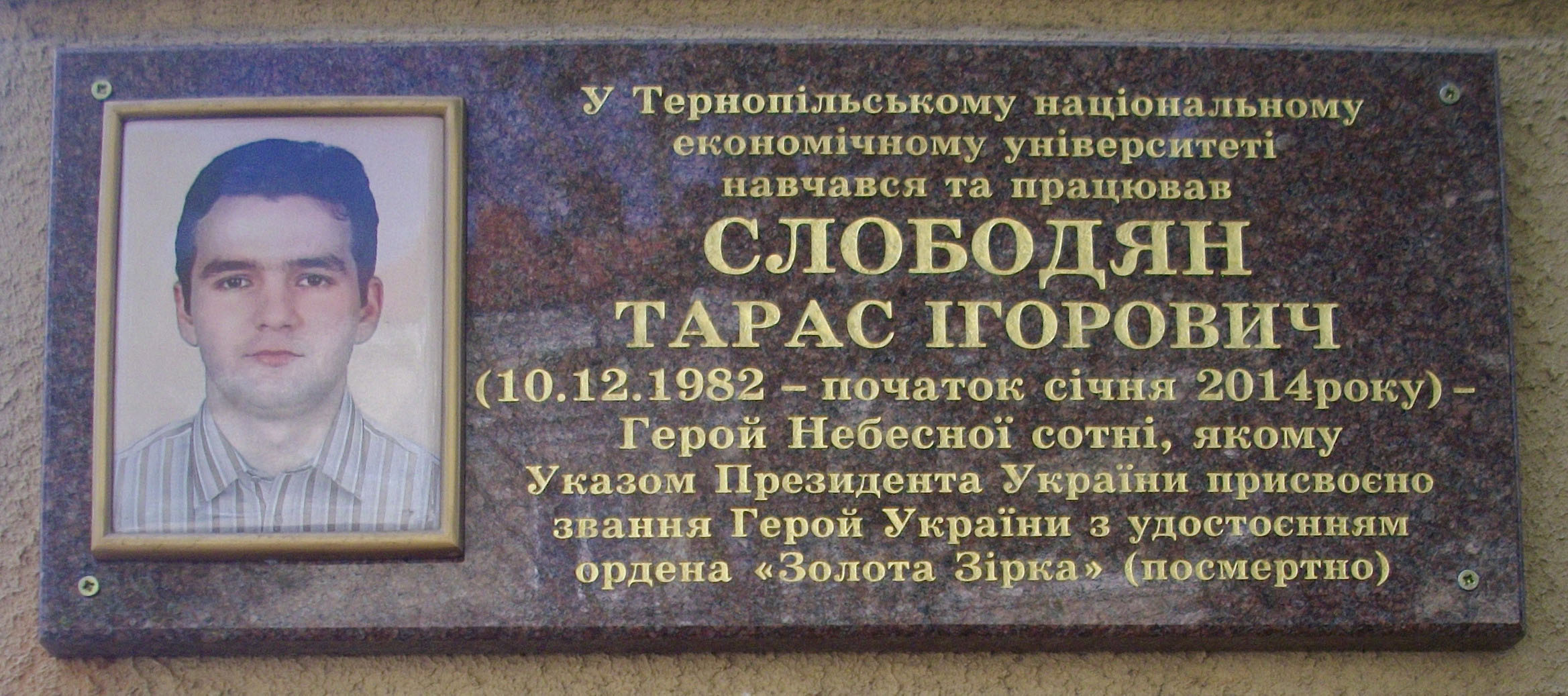
Пам'ятна дошка на корпусі Тернопільського національного економічного університету

### Нагороди
- Звання Герой України з удостоєнням ордена «Золота Зірка» (21 листопада 2014, посмертно) — за громадянську мужність, патріотизм, героїчне відстоювання конституційних засад демократії, прав і свобод людини, самовіддане служіння Українському народу, виявлені під час Революції гідності[10]
- Медаль «За жертовність і любов до України» (УПЦ КП, червень 2015) (посмертно)[11]